# Hentzia footei
Hentzia footei är en spindelart som först beskrevs av Alexander Petrunkevitch 1914.  Hentzia footei ingår i släktet Hentzia och familjen hoppspindlar. Inga underarter finns listade i Catalogue of Life.